# Текипиркент
Текипиркент (лезг. Такипир)— село Докузпаринского района Дагестана. Входит в состав сельского поселения Сельсовет Микрахский. На 2025 год в селе числится 2 улицы Лесная и Минхаджева, действует общеобразовательная школа.

## География
Расположено в 115 км от Дербента и в 12 км к югу от районного центра Усухчай на реке Усухчай (Чехычай), у подножия горы Шалбуздаг, высота центра селения над уровнем моря — 1567 м.

## Население
| 1895 | 1926 | 1939 | 1970 | 1989 | 2002 | 2010 |
| ---- | ---- | ---- | ---- | ---- | ---- | ---- |
| 324  | ↘208 | ↗293 | ↘191 | ↗244 | ↗291 | ↘282 |
| 2021 |      |      |      |      |      |      |
| ↘243 |      |      |      |      |      |      |

Считается, что село основано около 500 лет назад святым Пир-Гасаном, выходцем из Сирии и мавзолей его семьи сохранился до наших дней (при этом Гробница Пир-Гасана находится в другом месте).
С 1924 года в селе действовал ликбез, в 1938 году была открыта начальная школа, реорганизованная в неполную среднюю школу в 1989 году.